# Agente incapacitante
O termo agente incapacitante é definido pelo Departamento de Defesa dos Estados Unidos como:
"Um agente que produz efeitos psicológicos ou mentais temporários, ou ambos, que tornarão os indivíduos incapazes de um esforço conjunto no desempenho de suas funções atribuídas”. Descreve um agente que torna uma pessoa incapaz de prejudicar a si mesma ou a outros, independentemente da consciência.
Os agentes letais destinam-se principalmente a matar, mas os agentes incapacitantes também podem matar se administrados em uma dose suficientemente potente ou em certos cenários.
O termo "incapacidade", quando usado em um sentido geral, não é equivalente ao termo "incapacidade" usado na medicina do trabalho e denota a incapacidade de realizar uma tarefa devido a uma deficiência física ou mental quantificável. Nesse sentido, qualquer um dos agentes de guerra química pode incapacitar uma vítima; entretanto, pela definição militar desse tipo de agente, incapacitação refere-se a deficiências temporárias e não letais. Assim, os agentes antimotim são incapacitantes porque causam perda temporária da visão devido ao blefaroespasmo, mas não são considerados incapacitantes militares porque a perda da visão não dura muito. Embora a incapacitação possa resultar de alterações fisiológicas, como irritação na mucosa, diarreia ou hipertermia, o termo "agente incapacitante", como definido militarmente, refere-se a um composto que produz comprometimento temporário e não letal do desempenho militar em virtude de seus efeitos psicocomportamentais ou no SNC.
Na guerra biológica, também é feita uma distinção entre bioagentes como Agentes Letais (por exemplo, Bacillus anthracis, Francisella tularensis, toxina botulínica) ou Agentes Incapacitantes (por exemplo, Brucella suis, Coxiella burnetii, vírus da encefalite equina venezuelana, enterotoxina estafilocócica B).